# 플로리아 시지스몬디
플로리아 시지스몬디(이탈리아어: Floria Sigismondi, 1965년 ~ )는 이탈리아계 캐나다인 영화 감독이다. 장편 영화 《런어웨이즈》로 데뷔했고, TV 드라마 《데어데블》, 《핸드메이즈 테일》, 《아메리칸 갓》의 일부 에피소드를 연출하며 경력을 쌓았다. 2020년 소설 《나사의 회전》을 원작으로 한 공포 영화 연출작 《더 터닝》이 개봉할 예정이다.

## 연출 작품 목록

### 영화
| 연도 | 제목                | 원제             | 비고      |
| ---- | ------------------- | ---------------- | --------- |
| 2006 | 포스트모르템 블리스 | Postmortem Bliss | 단편 영화 |
| 2010 | 런어웨이즈          | The Runaways     |           |
| 2020 | 더 터닝             | The Turning      |           |